# Електростатичний пластинчастий сепаратор

Електростатичний пластинчастий сепаратор — електростатичний сепаратор, застосовується для розділення мінералів за електропровідністю.

## Конструкція і принцип дії
Електростатичний пластинчастий сепаратор складається з шістнадцяти паралельних пластинчатих електродів. Нижні електроди 1 — гладкі, верхні 2 — жалюзійні. Один ряд електродів заземлений, а на другий, закріплений на ізоляторах 3, подається висока напруга.
Вихідний матеріал, що переміщується зверху униз між електродами, послідовно піддається дії шістнадцяти електричних полів. 
Частинки-провідники відриваються від гладкого електроду, проходять через жалюзі протилежного електроду і виводяться у збірники 4. Непровідники проходять через всі каскади сепаратору і попадають у збірник 5. Процес регулюється кутом нахилу пластин, відстанню між ними і величиною напруги на пластинах.